# Issei Honna
Issei Honna (jap. 本名 一晟 Honna Issei; ur. 14 października 2003) – japoński zapaśnik walczący w stylu klasycznym. 
Brązowy medalista mistrzostw Azji w 2025 roku.